# Plessis-Saint-Jean
Plessis-Saint-Jean é uma comuna francesa na região administrativa de Borgonha-Franco-Condado, no departamento de Yonne. Estende-se por uma área de 10,82 km². Em 2010 a comuna tinha 214 habitantes (densidade: 19,8 hab./km²).